# 夜班医生
《夜班急診室》（英語：The Night Shift）是一档在NBC电视台播出的美国医疗剧。第一次播出于2014年5月27日。剧集由Gabe Sachs和Jeff Judah编写。 本剧讲述了在圣安东尼奥医疗中心急救室的夜班医生们的生活。
NBC电视台于2015年5月8日续訂第三季。2016年11月17日續簽了第四季，第四季已在2017年6月22日首播。2017年10月13日，NBC宣布結束此劇集不再續播。

## 概要
以德克萨斯州的聖安東尼奧紀念醫院為舞台，描寫一群於夜班急診室執勤的醫生們與其周遭人事物的故事。在這群夜班醫生裡，多半是退役軍醫或是相關經驗者。每當有事故發生，他們總在第一時間趕往現場，必要時更以戰地救援的經驗對患者施行處置。

## 登場人物

### 主要演员
- 伊恩·马肯 (Eoin Macken)饰演 TC Callahan(Thomas Charles Callahan)

夜班急診醫師。退役軍醫。由於過去服役於戰地的經驗，使TC的急救技術可謂達到了爐火純青的程度。權威到了他面前變得毫無影響力，患者才是第一。為了救治患者他可以不惜一切。
- 吉爾·弗林特 (Jill Flint)饰演 Jordan Alexander

TC的前女友。優秀又美麗的醫師。原本在日班服務，某天向醫院行政主管Ragosa毛遂自薦夜班主任醫師的職位。在第2季裡，因醫療疏失而卸任。然而儘管已與TC分手，但兩人仍屬同事，並微妙地共同面對每一次的工作。
- 肯尼斯·梁 (Kenneth Leung) 饰演 Christopher "Topher" Zia

夜班急診醫師。TC的好友。曾經與TC一起服役。為人風趣，總是替患者著想。在喬丹卸任急診室主任後，由他接任主任一職。
- 布伦丹·费尔 饰演 Drew Alister

夜班急診醫師。TC的好友。曾擔任軍隊醫護兵的他有著穩重的性格。他也是一位同性戀者，有一名論及婚嫁的同性愛人。擅長格鬥技。
- Daniella Alonso 饰演 Landry de la Cruz
- Robert Bailey Jr.饰演 Paul Cummings

夜班實習醫師。出身於醫學世家。父親是名優秀的腦外科醫師。
- Jeananne Goossen 饰演 Krista Bell-Hart
- J.R. Lemon 饰演 Kenny
- 佛萊迪·羅利葛茲 饰演 Michael Ragosa

聖安東尼奧紀念醫院的行政主管。做事一板一眼，凡事以醫院的經營為優先，不過在接受腫瘤切除手術之後就辭職了。後來從醫師助手從頭學習，最後考取醫師資格。

### 周期演员
- 斯科特·沃爾夫 饰演 Scott Clemmens

聖安東尼奧紀念醫院的外科醫師。原本跟喬丹是一對戀人，但在得知喬丹與TC的關係後便與女方結束關係，但兩人仍是好友。
- Merle Dandridge 飾演 EMT Gwen Gaskin

救護人員。喬丹的好友。
- Marc Comstock 饰演 Dwayne
- Esodie Geiger 饰演 Nurse Ramos

## 剧集
| 季数 | 季数 | 集数 | 剧集开始与结束 | 剧集开始与结束 |
| 季数 | 季数 | 集数 | 季始           | 季终           |
| ---- | ---- | ---- | -------------- | -------------- |
|      | 1    | 8    | 2014年5月27日  | 2014年7月15日  |
|      | 2    | 14   | 2015年2月23日  | 2015年5月18日  |
|      | 3    | 13   | 2016年6月1日   | 2016年8月31日  |
|      | 4    | 10   | 2017年6月22日  | 2017年8月24日  |

## 计划与制作
本剧第一次规划是在2011年10月于NBC的计划板（development slate）上出现的，但并不计划拍摄試播集（pilot order） 。在2012年8月，NBC决定重审当时名为最后战役(The Last Stand)的实验剧集剧本。2012年10月8日，NBC电视台签订了实验剧集的拍摄，并启用新名字After Hours 。实验剧集由Pierre Morel导演，Gabe Sachs与Jeff Judah编剧。
演员招募于2012年10月开始。约恩•马肯（Eoin Macken）首先拿到了T.C. Callahan这个角色。该角色是一名刚刚从军队退役且常与上司发生冲突的一名医生。 罗德•里格兹（Freddy Rodriues)是第二个拿到本剧角色的演员，在剧中饰演迈克尔•里格塔（Michael Ragosa)。该角色是本想成为一名外科手术医生但因为不可抗原因而成为医院的管理者。肯•梁与吉妮安•古森先后拿到剧中的角色。梁在剧中饰演陶福一角。该角色曾帮助过在战争中受伤的士兵，现担任圣安东尼奥医院急诊室医生职务。古森则签约饰演克丽丝塔一角，一个漂亮的实习医生。在11月初，罗伯特•贝利加入了剧组，在剧中饰演一名名叫保罗•卡明斯的过于拘谨的实习医生。 吉尔•弗林特是之后签约饰演Jordan Alexander的人。该角色是一名刚晋升的夜班管理员,并且与T.C. 约过会。 Daniella Alonso是最后一个签约出演剧集的演员。她将在剧中饰演Dr. Landry de la Cruz一角。一名孤独的夜班心理医生。